# Атрі
Атрі (італ. Atri) — муніципалітет в Італії, у регіоні Абруццо,  провінція Терамо.
Атрі розташоване на відстані близько 150 км на північний схід від Рима, 55 км на північний схід від Л'Аквіли, 24 км на південний схід від Терамо.
Населення — 10 865 осіб (2014).

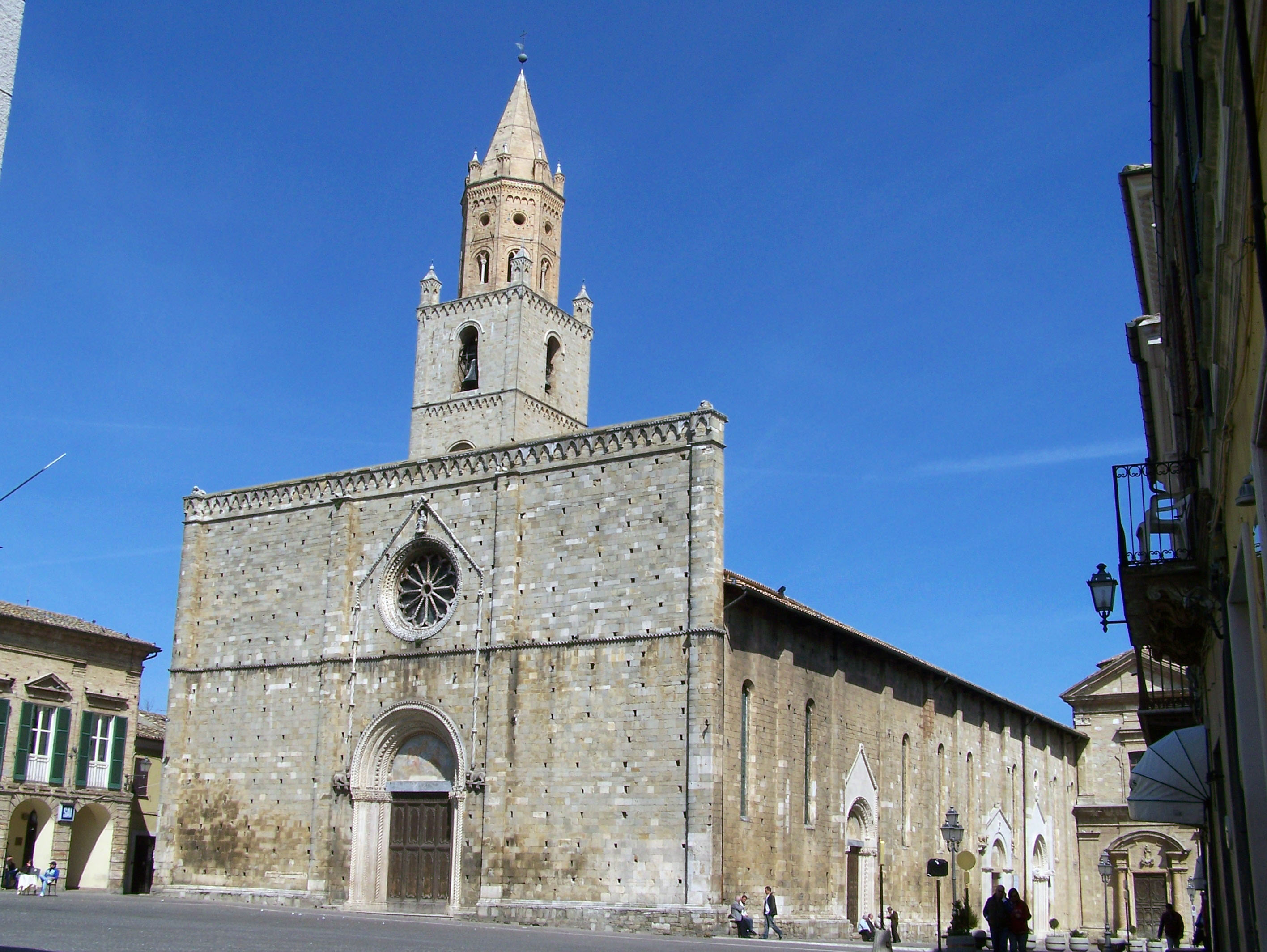

Щорічний фестиваль відбувається на 8-ий день після Великодня. Покровитель — Santa Reparata di Cesarea di Palestina.

## Демографія
Населення за роками:

Станом на 1 січня 2023 року в муніципалітеті офіційно проживало 430 іноземців з 48 країн, серед них 159 громадян країн Євросоюзу та 30 громадян України.

## Уродженці
- Джуліо Фальконе (*1974) — італійський футболіст, захисник.

## Сусідні муніципалітети
- Кастіленті
- Челліно-Аттаназіо
- Читта-Сант'Анджело
- Еліче
- Монтезільвано-(пе)
- Монтефіно
- Морро-д'Оро
- Нотареско
- Пінето
- Розето-дельї-Абруцці
- Сільві